# Голос Православия (радио)
Го́лос Правосла́вия (фр. La Voix de l'Orthodoxie) — французская русскоязычная радиостанция, основанная русскими эмигрантами в 1979 году. Первая православная радиостанция, вещавшая на русском языке.

## История
Идея создания радиостанции принадлежала Елене и Евгению Поздеевым. Вначале вещание шло из их квартиры в Мюнхене, где одну из комнат, обив войлоком и заполнив аппаратурой, оборудовали под студию. Первый эфир состоялся в 1979 году. Радиостанция получила поддержку Свято-Сергиевского православного богословского института и Свято-Владимирской духовной семинарии в США. Вскоре радиостанция переехала в Париж. Примечательно, что Поздеевы не стали сами возглавлять религиозную станцию и пригласили в качестве редактора протопресвитера Бориса Бобринского.
Первоначально Поздеевы мечтали о прямой круглосуточной трансляции жизни какого-нибудь монастыря. Службы, проповеди, беседы делали бы слушателей включенными в церковную жизнь в режиме реального времени, создавали бы эффект присутствия. Подобное создать не удалось; в эфир на «Голосе Православия» стали выходить программы о сотворении мира, о преподобном Серафиме Саровском, о повести Льва Толстого «Чем люди живы», о празднике Сошествия Святого Духа, катехизаторские, по истории России (цикл из тринадцати передач, посвященных книге Георгия Федотова «Святые Древней Руси», 10 передач о Всероссийском поместном соборе 1917—1918 годов), отдельный цикл по трудам протопресвитера Александра Шмемана. Читалось и толковалось Евангелие, звучали церковные песнопения.
Регулярное вещание началось с 1981 года. Студия радиостанции находилась в Париже, вещание велось на коротких волнах: первоначально по 15 минут один раз в в неделю (по четвергам с 22.45 до 23.00) на волне 31 метр — на волне радиостанции Radio Africa № 1 (Габон), а затем долгое время программы «Голоса Православия» транслировались через «Радио Транс Европа» (Лиссабон, Португалия), что позволяло покрывать часть территории Европейской части СССР, где, несмотря на помехи (искусственного происхождения), можно было слушать её в передачи в относительно хорошем качестве уже с 1983 года. Передачи всегда начинались цитатой из Библии: «Величит душа моя Господа и возрадовался дух мой о Боге — Спасителе моём» (Лк. 1:46, 47).
На территории Советского Союза новую радиостанцию глушили наряду с другими «вражескими голосами». В 1988 году глушение «Голоса православия» было прекращено.
Деятельность радиостанции нашла отклик в СССР в среде интеллигенции, где было закрыто большинство храмов и практически недоступна духовная литература. «Голос Православия» очень скоро собрал большой круг авторов и помощников, среди который были представители Западноевропейского экзархата русских приходов, РПЦЗ, РПЦ, а также католиков и протестантов. Радиостанция не смогла бы выжить без помощи инославных — католиков и протестантов из разных стран Западной Европы. В числе прочих помощь оказывали кардинал Роже Эчегарай (Франция), известный швейцарский институт «Вера во Втором мире» (Glaube in der 2 welt) и его глава лютеранский пастор Евгений Фосс, Евангелическая церковь Германии.
Для поддержки радиостанции в разных странах были созданы ассоциации «Друзей „Голоса Православия“». Иногда это была абсолютно свободная форма без всякой регистрации — просто общество, привлекающее к своей деятельности своих знакомых. Так было в Бельгии, Швейцарии, Швеции. Во Франции это приняло форму ассоциации, в Англии — треста, но в любом случае это была организация, не имеющая коммерческих целей и свободная от налогов. При этом конфессиональных ограничений при приёме в ассоциацию не было; так, в подобном обществе в Бельгии нет ни одного православного. Для того чтобы расширить круг заинтересованных лиц, а также поддержать интерес к нашей деятельности тех, кто уже помогал «Голосу православия», печатали проспекты, листовки, информационные бюллетени. Все это рассылалось как можно шире, использовались любые возможности и случаи: многолюдное праздничное богослужение, доклады, концерты, конференции, книжные магазины и т. д. С октября 1988 года начал выходить «Вестник „Голоса Православия“» — информационный бюллетень, который выходит регулярно два раза в год: на Рождество и на Пасху. К 1989 году эфирное время расширилось до 3,5 часа в неделю.
Радиостанция откликнулась на изменения, произошедшие в России. В октябре 1990 года в собственном доме рядом с Покровским монастырем в местечке Бюсси-ан-От (Франция) супруги Поздеевы организовали семинар, посвященный проблемам христианской миссии. Данный семинар посетили в том числе петербуржцы Александр Степанов и Лев Большаков, которые создали в 1992 году православное благотворительное братство святой Анастасии Узорешительницы, занявшееся, помимо прочего, и продвижением радиовещательного проекта в России. В мае 1994 года подписан договор о сотрудничестве радиостанции с братством святой Анастасии (Санкт-Петербург). Начались поиск и закупка недорогих радиостанций и создание местной студии звукозаписи. В декабре того же года начинается вещание на волне одной из основных радиостанций Петербурга. Создаётся редакция, которая в то время своей пуповиной целиком была привязана к Парижу, к студии звукозаписи и обработке текстов, составлению программ, над которыми работали сотрудники «Голоса Православия».
C 1995 года вещание осуществлялось через «Голос Надежды» (Ливан) и затем в 1998—1999 годах — через передатчики Deutsche Telekom в Юлихе.
В 1999 году студия «Голоса Православия» в Петербурге получает «постоянную прописку» на набережной Лейтенанта Шмидта в Братстве святой Анастасии Узорешительницы. Сотрудники петербургской студии занялись не только ретрансляцией программ в российском радиоэфире, но и сами начали производство новых передач. Идею создания новой радиостанции в России горячо поддержали все сотрудники «Голоса Православия». Так протопресвитер Борис Бобринский сказал: «С наступлением постсоветской эпохи в России появляются люди, готовые прийти нам на смену и продолжить нашу работу, и здесь хотелось бы напомнить слова святого Иоанна Крестителя о Христе: „Ему должно расти, а мне умаляться“ /Иоанн,3-30/. Я благодарю Господа за то, что я был причастен к этому миссионерскому делу с самого начала, за то как оно рождалось, росло, зрело, за то, что я вижу живое продолжение нашей парижской организации в студии Санкт-Петербурга, которая создаётся и начинает действовать».
С марта 2000 года вещание шло из передающего центра под Алма-Атой. Была покрыта огромная территория, в которую вошли страны бывшего Союза и дальнего зарубежья.
В конце марта 2012 года радиостанция «Голос Православия» вышла в КВ-эфир в последний раз в связи с закрытием передающего центра вблизи Алма-Аты программ через передающий центр в Казахстане. Проблемы с ретрансляцией через данный центр наблюдались и ранее. Трансляции решено не возобновлять из-за резкого сокращения финансовых средств. После этого программы «Голоса Православия» было возможно слушать только на волнах петербургской радиостанции «Град Петров» (73,1 МГц + интернет-трансляция).